# Крупнишко македонско благотворително братство
Крупнишкото македонско благотворително братство  е организация на бежанците от областта Македония, установили се в Крупник.

## История
На 4 май 1924 година братството си избира ръководство в състав Илия В. Станишев (председател), Вангел Д. Радев (секретар), Димитър Ан. Топалов (касиер), а съветници са Вангел Михаилов, Ат. Сучев и Георги Зайчов.